# Еліс Манолова
Еліс Філіпова Манолова (болг. Елис Филипова Манолова; нар. 17 січня 1996) — болгарська і азербайджанська борчиня вільного стилю, бронзова призерка чемпіонату світу, чемпіонка та дворазова срібна призерка чемпіонату Європи.

## Життєпис
Боротьбою почала займатися з 2004 року. У 2012 році стала чемпіонкою Європи серед кадетів. З 2015 року, ще на юніорському рівні почала представляти Азербайджан. У складі збірної цієї країни двічі — у 2015 та 2016 роках завоювала срібні медалі чемпіонатів Європи серед юніорів. Також двічі у 2015 та 2016 роках ставала бронзовою призеркою чемпіонатів світу серед юніорів. Також у 2016 році здобула бронзову нагороду чемпіонату Європи у віковій групі до 23 років. У 2018 році на чемпіонаті світу до 23 років здобула срібну медаль.
Виступає за спортивний клуб холдингу АТА, Баку. Тренер — Філіп Манолов, її батько.
Старша сестра Еліс — Джанан Манолова також борчиня. Вона — бронзова призерка чемпіонату світу та дворазова бронзова призерка чемпіонатів Європи у складі болгарської збірної..
28 червня 2025 року Федерація боротьби Азербайджану оголосила, що Манолова завершила кар'єру.

## Спортивні результати на міжнародних змаганнях

### Виступи на Олімпіадах
| Змагання                    | Збірна      | Вагова категорія          | Місце |
| --------------------------- | ----------- | ------------------------- | ----- |
| Літні Олімпійські ігри 2020 | Азербайджан | жіноча боротьба, до 68 кг | 10    |

### Виступи на Чемпіонатах світу
| Змагання                        | Збірна      | Вагова категорія          | Місце  |
| ------------------------------- | ----------- | ------------------------- | ------ |
| Чемпіонат світу з боротьби 2015 | Азербайджан | жіноча боротьба, до 69 кг | 24     |
| Чемпіонат світу з боротьби 2017 | Азербайджан | жіноча боротьба, до 69 кг | 17     |
| Чемпіонат світу з боротьби 2018 | Азербайджан | жіноча боротьба, до 68 кг | 20     |
| Чемпіонат світу з боротьби 2019 | Азербайджан | жіноча боротьба, до 65 кг | Бронза |
| Чемпіонат світу з боротьби 2021 | Азербайджан | жіноча боротьба, до 65 кг | 13     |
| Чемпіонат світу з боротьби 2022 | Азербайджан | жіноча боротьба, до 65 кг | 5      |
| Чемпіонат світу з боротьби 2023 | Азербайджан | жіноча боротьба, до 62 кг | 22     |

### Виступи на Чемпіонатах Європи
| Змагання                         | Збірна      | Вагова категорія          | Місце  |
| -------------------------------- | ----------- | ------------------------- | ------ |
| Чемпіонат Європи з боротьби 2017 | Азербайджан | жіноча боротьба, до 69 кг | 5      |
| Чемпіонат Європи з боротьби 2018 | Азербайджан | жіноча боротьба, до 65 кг | Срібло |
| Чемпіонат Європи з боротьби 2019 | Азербайджан | жіноча боротьба, до 65 кг | Золото |
| Чемпіонат Європи з боротьби 2020 | Азербайджан | жіноча боротьба, до 65 кг | Срібло |
| Чемпіонат Європи з боротьби 2021 | Азербайджан | жіноча боротьба, до 68 кг | 7      |
| Чемпіонат Європи з боротьби 2022 | Азербайджан | жіноча боротьба, до 65 кг | Срібло |
| Чемпіонат Європи з боротьби 2023 | Азербайджан | жіноча боротьба, до 65 кг | 9      |
| Чемпіонат Європи з боротьби 2024 | Азербайджан | жіноча боротьба, до 65 кг | Бронза |

### Виступи на Кубках світу
| Змагання                    | Збірна      | Вагова категорія | Місце |
| --------------------------- | ----------- | ---------------- | ----- |
| Кубок світу з боротьби 2017 | Азербайджан | команда          | 7     |

### Виступи на інших змаганнях
| Змагання                                                          | Збірна      | Вагова категорія                 | Місце  |
| ----------------------------------------------------------------- | ----------- | -------------------------------- | ------ |
| Турнір Дана Колова — Николи Петрова 2015                          | Азербайджан | жіноча боротьба, до 69 кг        | Бронза |
| Золотий Гран-прі з боротьби 2015                                  | Азербайджан | жіноча боротьба, до 69 кг        | 9      |
| Олімпійський кваліфікаційний турнір з боротьби 2016 (Зренянин)    | Азербайджан | жіноча боротьба, до 69 кг        | 5      |
| Олімпійський кваліфікаційний турнір з боротьби 2016 (Стамбул)     | Азербайджан | жіноча боротьба, до 63 кг        | 14     |
| Кубок Алроси 2016                                                 | Азербайджан | жіноча боротьба, до Teamevent кг | Срібло |
| Золотий Гран-прі з боротьби 2016                                  | Азербайджан | жіноча боротьба, до 69 кг        | 5      |
| Гран-прі «Іван Яригін» 2017                                       | Азербайджан | жіноча боротьба, до 69 кг        | Бронза |
| Київський Міжнародний турнір з боротьби 2017                      | Азербайджан | жіноча боротьба, до 69 кг        | 5      |
| Ігри ісламської солідарності 2017                                 | Азербайджан | жіноча боротьба, до 69 кг        | Золото |
| Кубок Алроси 2017                                                 | Азербайджан | команда                          | Бронза |
| Турнір Дана Колова — Николи Петрова 2018                          | Азербайджан | жіноча боротьба, до 65 кг        | Бронза |
| Турнір Ібрагіма Мустафи 2018                                      | Азербайджан | жіноча боротьба, до 65 кг        | 5      |
| Pro Wrestling League 2019                                         | Азербайджан | команда                          | 4      |
| Турнір Дана Колова — Николи Петрова 2019                          | Азербайджан | жіноча боротьба, до 62 кг        | 5      |
| Турнір міста Сассарі з боротьби 2019                              | Азербайджан | жіноча боротьба, до 62 кг        | 10     |
| Турнір Яшара Догу 2020                                            | Азербайджан | жіноча боротьба, до 65 кг        | Золото |
| Кубок світу з боротьби 2020                                       | Азербайджан | жіноча боротьба, до 65 кг        | Бронза |
| Європейський олімпійський кваліфікаційний турнір з боротьби 2021  | Азербайджан | жіноча боротьба, до 68 кг        | 5      |
| Світовий олімпійський кваліфікаційний турнір з боротьби 2021      | Азербайджан | жіноча боротьба, до 68 кг        | Срібло |
| Турнір Дана Колова — Николи Петрова 2022                          | Азербайджан | жіноча боротьба, до 65 кг        | Бронза |
| Турнір Яшара Догу 2022                                            | Азербайджан | жіноча боротьба, до 65 кг        | 5      |
| Кубок Болата Турлиханова 2022                                     | Азербайджан | жіноча боротьба, до 65 кг        | Срібло |
| Ісламські ігри солідарності 2022                                  | Азербайджан | жіноча боротьба, до 65 кг        | Срібло |
| Відкритий чемпіонат Загреба з боротьби 2023                       | Азербайджан | жіноча боротьба, до 62 кг        | 4      |
| Турнір Дана Колова — Николи Петрова 2023                          | Азербайджан | жіноча боротьба, до 62 кг        | 4      |
| Турнір Каба Уулу Кожомкулу та Раатбека Санатбаєва з боротьби 2023 | Азербайджан | жіноча боротьба, до 62 кг        | 6      |
| Відкритий чемпіонат Польщі з боротьби 2023                        | Азербайджан | жіноча боротьба, до 62 кг        | 5      |
| Відкритий чемпіонат Загреба з боротьби 2024                       | Азербайджан | жіноча боротьба, до 68 кг        | 13     |

### Виступи на змаганнях молодших вікових груп
| Змагання                                       | Збірна      | Вагова категорія          | Місце  |
| ---------------------------------------------- | ----------- | ------------------------- | ------ |
| Чемпіонат Європи з боротьби серед кадетів 2011 | Болгарія    | жіноча боротьба, до 60 кг | 14     |
| Чемпіонат світу з боротьби серед кадетів 2011  | Болгарія    | жіноча боротьба, до 60 кг | 5      |
| Чемпіонат Європи з боротьби серед кадетів 2012 | Болгарія    | жіноча боротьба, до 65 кг | Золото |
| Чемпіонат Європи з боротьби серед юніорів 2015 | Азербайджан | жіноча боротьба, до 67 кг | Срібло |
| Чемпіонат світу з боротьби серед юніорів 2015  | Азербайджан | жіноча боротьба, до 67 кг | Бронза |
| Чемпіонат Європи з боротьби серед юніорів 2016 | Азербайджан | жіноча боротьба, до 67 кг | Срібло |
| Чемпіонат світу з боротьби серед юніорів 2016  | Азербайджан | жіноча боротьба, до 67 кг | Бронза |
| Чемпіонат Європи з боротьби серед молоді 2015  | Азербайджан | жіноча боротьба, до 69 кг | 9      |
| Чемпіонат Європи з боротьби серед молоді 2016  | Азербайджан | жіноча боротьба, до 69 кг | Бронза |
| Чемпіонат Європи з боротьби серед молоді 2017  | Азербайджан | жіноча боротьба, до 69 кг | 11     |
| Чемпіонат світу з боротьби серед молоді 2017   | Азербайджан | жіноча боротьба, до 69 кг | 9      |
| Чемпіонат світу з боротьби серед молоді 2018   | Азербайджан | жіноча боротьба, до 65 кг | Срібло |
| Чемпіонат Європи з боротьби серед молоді 2019  | Азербайджан | жіноча боротьба, до 65 кг | 5      |